# Miguel Faria Jr.
Miguel Faria Júnior (Rio de Janeiro, 28 de setembro de 1944) é um cineasta brasileiro.

## Biografia
Embora produza e escreva roteiros, o maior sucesso de Miguel Faria Jr. vem dos filmes que dirigiu, como "A república dos assassinos" (1979) e "O xangô de Baker Street", entre outros. Ganhou os prêmios de melhor filme e melhor direção no Festival de Gramado de 1990, com Stelinha.
Seu documentário Vinicius (2005), sobre Vinicius de Moraes, levou 300 mil espectadores ao cinema, recorde entre documentários pós-retomada. Faria Jr. seguiu-o com um filme sobre Chico Buarque, Chico: Artista brasileiro.

## Filmografia
- 2015 Chico: Artista Brasileiro
- 2005 Vinicius
- 2001 O Xangô de Baker Street
- 1990 Stelinha
- 1984 Para Viver Um Grande Amor
- 1979 República dos Assassinos
- 1978 Waldemar Henrique canta Belém
- 1977 Na Ponta da Faca
- 1974 Um Homem Célebre
- 1971 Matei Por Amor
- 1970 Pecado Mortal
- 1969 Lamartine Babo
- 1969 Pedro Diabo Ama Rosa Meia Noite
- 1969 O Sexto Páreo